# Wang (Ping)
Wang (chiń. 王皇后; ur. 8 p.n.e., zm. 23) – znana jako cesarzowa Xiaoping (孝平皇后), księżna wdowa Ding’an (定安太后) i księżniczka Huanghuang (黃皇室主). Ostatnia cesarzowa zachodniej dynastii Han, córka założyciela dynastii Zhou Wang Manga i jego żony (a także późniejszej cesarzowej) Wang. Żona cesarza Chin Pinga. Przez większość klasycznych chińskich historyków uważana była za tragiczną figurę, ofiarę splotu wydarzeń, które doprowadziły do upadku dynastii Han, do końca wierną mężowi i rodowi cesarskiemu Han.

## Pochodzenie
Wang urodziła się w 8 roku p.n.e. jako córka Wang Manga i jego żony pani Wang, córki Wang Xiana, markiza Yichun. Mniej więcej w czasie narodzin córki Wang Mang zrezygnował ze swojej pozycji dowódcy cesarskiej armii, jaką pełnił za rządów cesarzy Chenga i Ai. Ojciec cesarzowej Wang był znienawidzony przez babkę cesarza Ai - wielką cesarzową wdowę Fu, jednakże w 1 roku p.n.e. po śmierci cesarza to Wang Mang odebrał stanowisko i władzę potężnemu faworytowi (być może kochankowi) zmarłego cesarza, Dong Xianowi i zaczął służyć jako regent młodemu cesarzowi Ping.

## Małżeństwo
Kiedy Wang Mang został regentem, stworzył wokół siebie i swojej rodziny otoczkę legend i opowieści, które sprawiły, że był postrzegany jako wybawca dynastii Han i zyskał na popularności. W 2 roku postanowił wzmocnić swoją pozycję poprzez małżeństwo swej córki z cesarzem. Miał ogłosić publicznie, że zgodnie z oglądami Konfucjusza i licznych pisarzy starożytnych cesarz powinien mieć jedną żonę i co najmniej jedenaście konkubin, więc wkrótce rozpoczął poszukiwanie odpowiednich szlachetnie urodzonych młodych kobiet. Złożył też prośbę na ręce swej ciotki, wielkiej cesarzowej wdowy Wang o to by jego córka nie była brana pod uwagę jako jedna z kandydatek. Wkrótce do pałacu dotarły setki listów od książąt, ministrów i najwyższych urzędników proszące o to by córkę zasłużonego regenta uczynić cesarzową. Wkrótce po tym wielka cesarzowa wdowa Wang w ramach wdzięczności za dokonania wojskowe, pomoc przy przewrotach pałacowych i sprawowanie regencji, nakazała cesarzowi poślubić córkę Wang Manga i wkrótce nadała jej tytuł cesarzowej. 

## Cesarzowa wdowa i powstanie dynastii Xin
Około 5 roku młody cesarz Ping zapadł na ciężką chorobę serca objawiającą się dotkliwym bólem, postanowił zemścić się na Wang Mangu za egzekucję jego wujów w 3 roku p.n.e. i dlatego nie pozwolił swojej matce na odwiedzenie go w stolicy. Regent postanowił rozwiązać problem skrytobójczym morderstwem cesarza i pod koniec zimy tego samego roku wysłał mu zatrute wino pieprzowe (uważane za najlepsze lekarstwo na wpływ złych duchów). Kiedy trzynastoletni cesarz zaczął mieć pierwsze objawy zatrucia, chcąc zrzucić z siebie podejrzenie Wang Mang w czasie publicznej ceremonii poprosił bogów, by wzięli jego życie w zamian za życie cesarza. Kronikarze widzą dwa zasadnicze powody, dla których regent miałby zamordować cesarza – chęć usunięcia nienawidzącego go cesarza, który wkrótce przejąłby pełnię władzy i pragnienie dalszej regencji. Po kilku dniach wypełnionych cierpieniem cesarz zmarł, zostawiając swoją czternastoletnią żonę. Po śmierci cesarza, Wang Mang otrzymał nigdy jeszcze nikomu nieprzyznany tytuł niepanującego cesarza.
W 6 roku Wang Mang wybrał na kolejnego władcę Chin wnuka cesarza Xuana dwuletniego Liu Yinga, znanego od tej pory jako cesarza Ruzi. Mimo tego nie zrzekł się tytułu cesarza, nadając chłopcu tytuł następcy tronu, a swojej córce tytuł cesarzowej wdowy.
Wang Mang obiecał zwrócić tron Liu Yingowi, jednak wkrótce okazało się, że jego ambicja sięga dalej – w 8 roku ogłosił powstanie dynastii Zhou, a w 9 roku cesarz Ruzi otrzymał tytuł księcia Ding’an, a cesarzowa wdowa Wang została księżną wdową Ding’an.

## Pod rządami Wang Manga
Chińskie kroniki z tego okresu ukazują cesarzową Wang jako nieszczęśliwą wdowę wciąż lojalną wobec dynastii Han i nienawidzącą ojca. Miała udawać, że powalają ją ataki nieznanej choroby za każdym razem gdy w cesarskim pałacu odbywały się jakieś uroczystości. Cesarz Wang Mang, wierząc w to, że rozwiązaniem tej sytuacji może być ponowne małżeństwo, nadał jej  w 10 roku tytuł księżniczki Huanghuang (nadawanie córkom tytułów książęcych przed małżeństwem było tradycją dynastii Han). Cesarz chciał, by Wang wyszła za syna jednego z jego najlepszych dowódców Sun Jiana. Nakazał przyszłemu zięciowi ubrać się odpowiednio i w otoczeniu lekarzy udać się z wizytą do swojej córki. Była cesarzowa uznała to za obrazę i odmówiła przyjmowania u siebie kogokolwiek z cesarskiego dworu.
Również w 10 roku kolejny potencjalny kandydat na męża księżniczki Huanghuang wpędził się w kłopoty, gdy próbował ją poślubić. Zhen Xun namiestnik Chang’anu i syn bliskiego przyjaciela Wang Manga Zhen Fenga próbował zdobyć rękę byłej cesarzowej. Ponieważ Wang Mang przykładał wielką wagę do tworzenia i „odnajdywania” kolejnych proroctw mówiących o prawomocności jego panowania, Zhen Feng chciał stworzyć własne przepowiednie, w których bogowie życzą sobie podzielenia cesarstwa na dwie części zarządzane przez wicekrólów pod jurysdykcją cesarza. Jednym z nich miał być Zhen Feng, a drugim równie bliski Wang Mangowi minister Ping Yan. Ten plan nie mógł się spodobać Wang Mangowi, który wszakże postanowił jeszcze nie reagować. Wkrótce powstało kolejne proroctwo nakazujące wyjść księżniczce Huanghuang za syna wicekróla. Wang Mang uznał, że to już zbyt wiele i aresztował Zhen Xuna, Zhen Feng popełnił samobójstwo, a Oing Yan został wygnany.

## Śmierć
W dziełach historyków nie ma żadnej wzmianki o cesarzowej Wang do roku 23, w którym zmarła. W tym czasie dynastia Zhou i rządy jej ojca chyliły się ku upadkowi – w całym kraju wybuchały co rusz to nowe bunty i rebelie, aż w końcu ostatnia z nich, dowodzona przez dalekiego potomka dynastii Han, księcia Liu Xuana, opanowała stolicę, której zbuntowani mieszkańcy podpalili cesarski pałac. Ogień szybko się rozprzestrzeniał w kierunku tej części pałacu, w której mieszkała cesarzowa Wang. Podobno przed śmiercią miała westchnąć i powiedzieć: Jak mam teraz stanąć twarzą w twarz z mym małżonkiem i jego rodziną? Po czym zrzuciła się w ogień i zmarła w wyniku poparzeń.